# 单肋纺锤螺
单肋纺锤螺（学名：Fusinus simplex），是新腹足目旋螺科长旋螺属的一种。主要分布于中国大陆，常栖息在潮下带。
其种加词“simplex ”意为“简单、单一的”。